# The Road Not Taken (conto de Turtledove)
"The Road Not Taken" é um conto de ficção científica do escritor americano Harry Turtledove, ambientado em 2039, no qual ele apresenta um relato fictício de um primeiro contato entre a humanidade e uma raça alienígena, os Roxolani. Turtledove escreveu uma sequência, intitulada "Herbig-Haro".

## Resumo do enredo
A história é contada de um ponto de vista limitado em terceira pessoa, com a maior parte da história focada no capitão da nave roxolani, Togram. Durante uma rotineira jornada de conquista, eles chegam na Terra. Os roxolani antecipam uma vitória rápida e fácil, pois não detectam nenhuma 
tecnologia antigravidade, a pedra angular de sua civilização. A humanidade está maravilhada com os invasores, pois as capacidades concedidas por essa tecnologia sugere que o resto de sua civilização é igualmente impressionante. No entanto, quando eles começam o ataque, as coisas tomam um rumo inesperado - os roxolani atacam com armas de fogo de mecha e explosivos a base de pólvora. Os humanos retaliam com armas automáticas e mísseis. A batalha é curta e a maioria dos invasores são mortos, enquanto alguns são capturados vivos.
Durante o interrogatório, a verdade se torna evidente: a tecnologia de manipulação da gravidade é absurdamente simples, e várias espécies, como os Roxolani são, portanto, capazes de viagem superluminal com aparelhos extremamente primitivos. Isso permitiu que eles se engajassem em guerras de conquista em escala galáctica. No entanto, quando uma civilização desenvolve a antigravidade, ela foca apenas em aperfeiçoá-la, sem se importar em desenvolver outras tecnologias. Em contraste, a humanidade de alguma forma não desenvolveu a tecnologia de gravidade e avançou ainda mais tecnologicamente. Ao contrário da versatilidade da tecnologia humana, a manipulação de gravidade não tem outros usos.
Quando Togram e outro prisioneiro roxolani percebem que agora deram a uma civilização super avançada os meios para se espalhar pelas estrelas, a história termina com os dois se perguntando: "O que fizemos?"

## Histórico de publicação
A história foi publicada pela primeira vez na Analog Science Fiction em 1985. Foi sucedida por "Herbig-Haro" - ambientada vários séculos depois que a humanidade conquistou o Braço de Órion da Via Láctea - publicada um ano antes sob o nome de "Eric Iverson".
Este conto contém ideias que foram mais tarde desenvolvidas na tetralogia Worldwar, na qual os alienígenas invasores têm uma vantagem tecnológica inicial que logo é superada pela engenhosidade e inovação humanas.